# Avantura (1960.)
Avantura (tal. L'avventura) talijanska je drama iz 1960. koju je režirao Michelangelo Antonioni, s Gabrielom Ferzetti, Monicom Vitti i Leom Massari u glavnim ulogama.
Radnja filma govori o ženi koja nestaje tijekom putovanja brodom, i kako se njen muž i najbolja prijateljica zaljubljuju dok je traže. Snimanje filma pratili su brojni problemi: na otoku na kojem je film sniman nije bilo struje niti pitke vide, loše vrijeme nije omogućilo sninamje ljetnih scena koje su kasnije dosnimljene u zimu, Massari jedna od glavnih uloga u filmu tijekom snimanja imala je srčani napad i ležala je dva dana u komi. Sponzor Imeria je tijekom snimanje filma otišao u stečaj.
Film je premijerno prikazan na filmskom festivalu u Cannesu 1960. osvojivši nagradu žirija. Kritičaru u Cannesu su ga u početku loše primili, prvenstveno zbog svog nekonvencionalnog sporog temoa, ni s vremenom film je svrstan u važna djela europske filmske povijesti. Stilski, film je povezan s Antonionieva dva sljedeća filma, Noć iz 1961. i Pomrčina iz 1962. Ova tri filma se obično smatraju triologijom, a ponekad i tetralogijom zajedno s filmom  Crvena pustinja iz 1964.

## Glumci
- Gabriele Ferzetti kao Sandro
- Monica Vitti kao Claudia
- Lea Massari kao Anna
- Dominique Blanchar kao Giulia
- Renzo Ricci kao Annin otac
- James Addams kao Corrado
- Dorothy De Poliolo kao Gloria Perkins
- Lelio Luttazzi kao Raimondo